# غريس ميلر وايت
غريس ميلر وايت (بالإنجليزية: Grace Miller White)‏ (1868 - 1957)؛ كاتِبة وروائية أمريكية.